# Vecchio dispensario

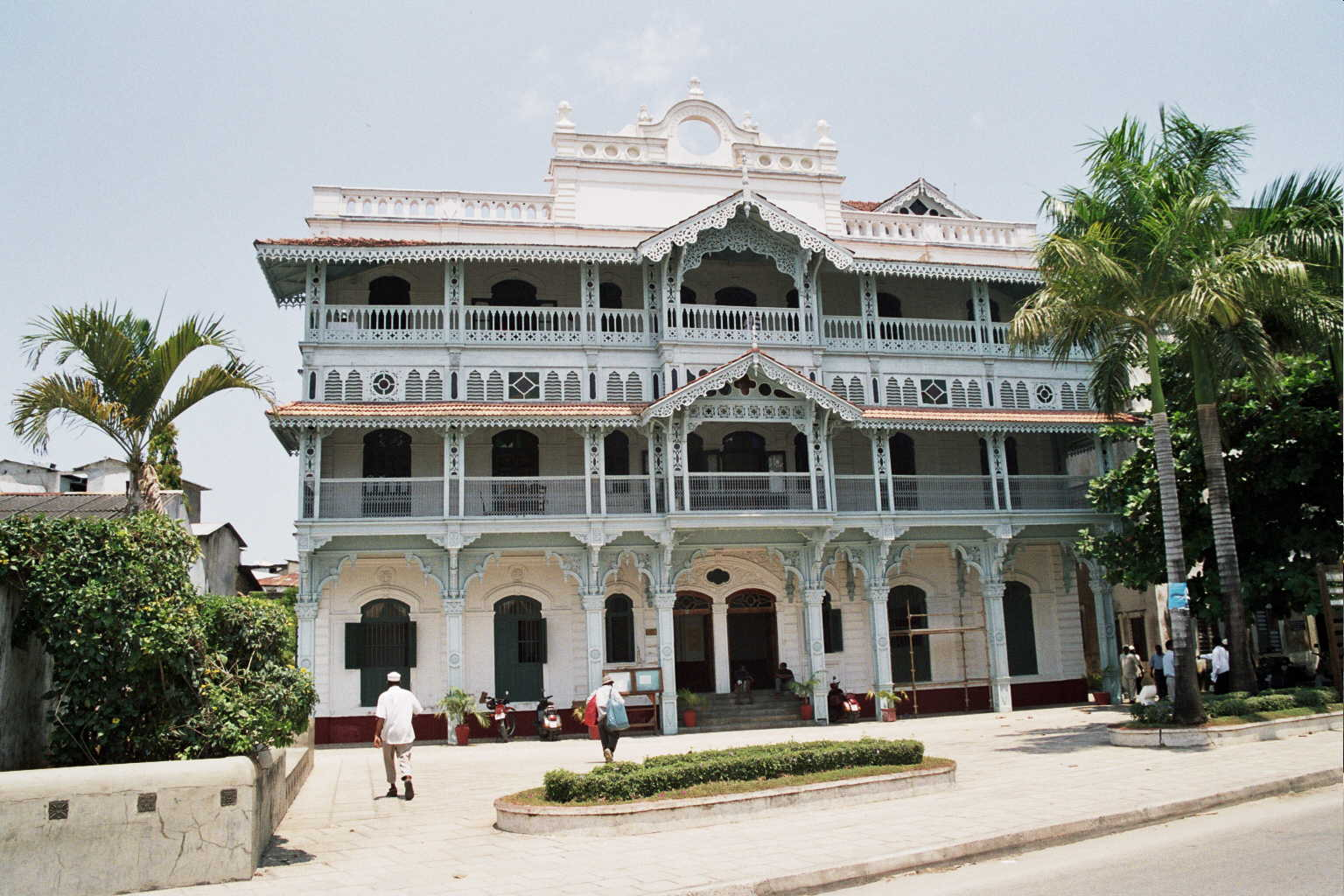
Il vecchio dispensario

Il vecchio dispensario (in inglese Old Dispensary) o dispensario Ithnashiri è un edificio storico di Stone Town, capitale di Zanzibar. Si trova sul lungomare, in Mizingani Road, grosso modo a metà strada fra il palazzo del Sultano e il porto. Il dispensario è uno degli edifici meglio decorati di Stone Town, con balconi intagliati, stucchi e mosaici alle finestre. Viene considerato un simbolo dello stile multi-culturale dell'architettura zanzibarina. Ospita un piccolo museo sulla storia di Zanzibar, con foto d'epoca del lungomare. 

## Storia
La costruzione dell'edificio fu iniziata nel 1887 per volere di Tharia Topan, un ricco mercante indiano ismailita, allo scopo di commemorare il giubileo d'oro (cinquantenario dell'incoronazione) della Regina Vittoria. Topan voleva che diventasse un ospedale per i poveri. Alla sua morte nel 1891, l'edificio non era ancora completato; la sua vedova fece riprendere i lavori, che furono però sospesi nel 1893 per mancanza di fondi. A seguito di una disputa interna alla famiglia l'edificio fu venduto nello stesso anno, e i lavori furono finalmente ultimati nel 1894.
Nel 1900 l'edificio fu acquistato da Nasser Nur Mahomed che adibì il pianterreno a dispensario (da cui il nome attuale dell'edificio), mentre i piani superiori furono divisi in appartamenti. Nel 1964, in seguito alla rivoluzione di Zanzibar, l'edificio cadde in disuso e fu acquisito dal governo.
Nell'ottobre del 1990 l'Aga Khan Trust for Culture ottenne dal governo zanzibarino la concessione dell'edificio con l'intento di ristrutturarlo. Il restauro fu completato nell'aprile del 1994.